# Landeskommando Thüringen
Das Landeskommando Thüringen (LKdo TH) in Erfurt ist seit 2007 die oberste territoriale Kommandobehörde der Bundeswehr in Thüringen.

## Unterstellung
Es ist dem Operativen Führungskommando der Bundeswehr in Berlin unterstellt und primärer Ansprechpartner der Landesregierung des Freistaates Thüringen im Rahmen der Zivil-Militärischen Zusammenarbeit. Bis Januar 2013 war es dem Wehrbereichskommando III, von Februar 2013 bis September 2022 dem Kommando Territoriale Aufgaben der Bundeswehr und von Oktober 2022 bis März 2025 dem Territorialen Führungskommando der Bundeswehr unterstellt. Die fachliche Ausbildung des Personals erfolgt weitgehend über das Kommando Zivil-Militärische Zusammenarbeit (KdoZMZBw).

## Auftrag
Das Landeskommando mit Sitz in der Henne-Kaserne in Erfurt hat folgende Aufträge:
- Das Landeskommando ist der erste Ansprechpartner und führt sowohl das Bezirksverbindungskommando (BVK) beim Thüringer Landesverwaltungsamt in Weimar als auch die 22 Kreisverbindungskommandos in den jeweiligen Landratsämtern bzw. Stadtverwaltungen der Kreisfreien Städte, welche ausschließlich mit Reservisten besetzt sind und dort ihre zivilen Gegenüber beraten. Dies dient der Planung, Vorbereitung und Koordination von Amts- und Katastrophenhilfe.
- Es fasst Unterstützungsanforderungen zusammen, bewertet diese und legt sie aufbereitet dem Operativen Führungskommando der Bundeswehr vor.
- Es bereitet die Aufnahme und den Einsatz der Bundeswehrkräfte in Abstimmung mit dem verantwortlichen zivilen Katastrophenschutzstab vor und koordiniert deren Einsatz nach den Vorgaben und Prioritäten der zivilen Seite und verfügt so über ein militärisches Lagebild der eingesetzten und noch verfügbaren Bundeswehrkräfte.
- Koordination von Host Nation Support, gemäß NATO-Truppenstatut im Land.
- Koordination der Presse- und Öffentlichkeitsarbeit der Bundeswehr der einzelnen Teilstreitkräfte (TSK) und Organisationsbereiche, sowie der Wehrverwaltungen und des Bereiches Rüstung.
- Beratung der übenden Truppe in landesspezifischen Umweltschutzfragen.
- Fachliche Führung der Standortältesten, wobei der Kommandeur des Landeskommandos diese Aufgabe für den Standort Erfurt wahrnimmt.